# Lotus 34
La Lotus 34 fu la vettura costruita dal Team Lotus per partecipare alla 500 miglia di Indianapolis del 1964.
La Lotus 34 si basava sulla Lotus 29, alla quale era molto simile a parte il fatto che adottava un motore Ford V8 da 4.195 cm³ con doppio albero a camme in testa con sistema di iniezione Hilborn che produceva 425 hp (317 kW) e cambio ZF 2DS20.
Ad Indianapolis Jim Clark si qualificò in pole position. Alla gara parteciparono due Lotus 34. Quella guidata da Clark si ritirò per una avaria meccanica al 47º giro mentre quella guidata da Dan Gurney si ritirò al 110º giro.